# Кортіїв орган
Кортіїв орган, або спіральний орган, є рецепторним органом слуху і розташований у вушній раковині ссавців. Ця дуже різноманітна смужка епітеліальних клітин дозволяє трансдукцію слухових сигналів у потенціал дії нервових імпульсів. Трансдукція відбувається через вібрації структур у внутрішньому вусі, викликаючи зміщення кохлеарної рідини та переміщення волоскових клітин у кортієвому органі для створення електрохімічних сигналів.
Італійський анатом Альфонсо Джакомо Гаспаре Корті (1822—1876) відкрив орган Корті в 1851 році. Структура еволюціонувала з базилярного сосочка і має вирішальне значення для механотрансдукції у ссавців.

## Структура

Поперечний розріз спірального кортієвого органу при більшому збільшенні, що показує положення волоскових клітин на базальній мембрані.

Кортіїв орган розташований у середній частині вушної раковини внутрішнього вуха між вестибулярною протокою та барабанною протокою та складається з механосенсорних клітин, відомих як волоскові клітини. Стратегічно розташовані на базилярній мембрані кортієвого органу три ряди зовнішніх волоскових клітин (OHC) і один ряд внутрішніх волоскових клітин (IHC). Ці волоскові клітини оточують допоміжні клітини: клітини Дейтерса, також звані фаланговими клітинами, які мають тісний зв'язок з OHCs, і стовпові клітини, які відокремлюють і підтримують як OHC, так і IHCs.
З верхівок волоскових клітин виступають крихітні пальцеподібні виступи, звані стереоциліями, які розташовані градуйовано з найкоротшими стереоціліями на зовнішніх рядах і найдовшими в центрі. Ця градація вважається найважливішою анатомічною особливістю органу Корті, оскільки це дозволяє сенсорним клітинам перевершувати можливості налаштування.
Якби вони були розмотані, то досягали б довжини близько 33 мм у жінок і 34 мм у чоловіків, з приблизно 2,28 мм стандартного відхилення для популяції. Різні частоти звукових хвиль взаємодіють з різними місцями на структурі.

## Функція

Зображення, на якому показано зовнішнє вухо, середнє вухо та внутрішнє вухо, а також те, як звук проходить через зовнішнє вухо до кісточок середнього вуха, через внутрішнє вухо та вушну раковину, де знаходиться кортіїв орган.

Функція кортієвого органу полягає в перетворенні (трансдукції) звуків в електричні сигнали, які можуть бути передані до стовбура мозку через слуховий нерв. Саме вушна раковина та середнє вухо діють як механічні трансформатори та підсилювачі, тому звукові хвилі мають амплітуду в 22 рази більшу, ніж коли вони потрапляють у вухо.

### Слухова трансдукція
При нормальному слуху більшість слухових сигналів, які досягають органу Корті, в першу чергу надходять із зовнішнього вуха. Звукові хвилі проникають через слуховий прохід і вібрують барабанну перетинку, також відому як барабанна перетинка, яка вібрує трьома маленькими кісточками, які називаються кісточками . В результаті прикріплене овальне вікно рухається і викликає рух круглого вікна, що призводить до витіснення кохлеарної рідини. Однак стимуляція може відбуватися також за допомогою прямої вібрації равлики від черепа. Останній називається слуханням кісткової провідності (або BC), як доповнення до першого описаного, який замість цього називається слуханням повітряної провідності (або змінного струму). І АС, і БК стимулюють базилярну мембрану однаково (Békésy, G.V., Experiments in Hearing. 1960).
Базилярна мембрана на барабанній протоці тисне на волоскові клітини органу при проходженні хвиль перилімфатичного тиску. Стереоцилії на вершині IHC рухаються разом із цим зміщенням рідини, і у відповідь їхні катіонні або селективні позитивні іони канали відкриваються структурами кадгерину, які називаються кінчиковими зв'язками, які з'єднують сусідні стереоцилії. Кортіїв орган, оточений ендолімфою, багатою калієм, лежить на базилярній мембрані в основі середньої лусочки . Під кортієвим органом розташована барабанна волосинка, а над нею — присінок. Обидві структури існують у рідині з низьким вмістом калію, яка називається перилімфою. Оскільки ці стереоцилії знаходяться в середині високої концентрації калію, як тільки їх катіонні канали відкриваються, іони калію, а також іони кальцію надходять у верхню частину волоскової клітини. Завдяки цьому притоку позитивних іонів IHC деполяризується, відкриваючи напругозалежні кальцієві канали в базолатеральній області волоскових клітин і викликаючи вивільнення нейромедіатора глутамату. Потім електричний сигнал надсилається через слуховий нерв у слухову кору головного мозку як нейронне повідомлення.

### Кохлеарне посилення
Орган Корті також здатний модулювати слуховий сигнал. Зовнішні волоскові клітини (OHC) можуть посилювати сигнал через процес, званий електромоторикою, де вони збільшують рух базилярної та текторіальної мембран і, отже, збільшують відхилення стереоцилій в IHC.
Вирішальною частиною цього кохлеарного підсилення є моторний білок престин, який змінює форму залежно від потенціалу напруги всередині волоскової клітини. Коли клітина деполяризується, престин коротшає, і оскільки він розташований на мембрані OHC, він потім тягне за базилярну мембрану і збільшує, наскільки мембрана відхиляється, створюючи більш інтенсивний вплив на внутрішні волоскові клітини (IHC). При гіперполяризації клітини престин подовжується і послаблює напругу на ВГК, що зменшує нейронні імпульси в мозок. Таким чином, сама волоскова клітина здатна змінити слуховий сигнал ще до того, як він досягне мозку.

## Розвиток
Орган Корті розвивається після утворення і зростання уліткової протоки. Потім внутрішні і зовнішні волоскові клітини диференціюються у відповідні положення і слідують за організацією опорних клітин. Топологія опорних клітин піддається фактичним механічним властивостям, необхідним для вузькоспеціалізованих звукоіндукованих рухів всередині органу Корті.
Розвиток і ріст кортієвого органу залежить від специфічних генів, багато з яких були ідентифіковані в попередніх дослідженнях (SOX2, GATA3, EYA1, FOXG1, BMP4, RAC1 та інші), щоб пройти таку диференціацію. Зокрема, зростання уліткових проток і утворення волоскових клітин в органі Корті.
Мутації в генах, експресованих в органі Корті або поблизу нього до диференціації волоскових клітин, призведуть до порушення диференціювання і потенційного збою в роботі органу Корті.

## Клінічне значення

Анатомічні пластинки

### Втрата слуху
Кортіїв орган може бути пошкоджений надмірним рівнем звуку, що призводить до порушення, спричиненого шумом.
Найбільш поширений вид порушення слуху, нейросенсорна приглухуватість, включає одну з основних причин зниження функції органу Корті. Зокрема, функція активного підсилення зовнішніх волоскових клітин дуже чутлива до пошкодження в результаті травми від надто гучних звуків або певних ототоксичних препаратів. Коли зовнішні волоскові клітини пошкоджені, вони не регенерують, і результатом є втрата чутливості та аномально велике зростання гучності (відоме як рекрутування) у тій частині спектра, яку обслуговують пошкоджені клітини.
Хоча втрата слуху завжди вважалася незворотною у ссавців, риби і птахи регулярно відновлюють такі пошкодження. Дослідження 2013 року показало, що використання певних препаратів може реактивувати гени, які зазвичай експресуються тільки під час розвитку волоскових клітин. Дослідження було проведено в Гарвардській медичній школі, штат Массачусетс Eye and Ear, і в Школі медицини університету Кейо в Японії.